# 吕公绰
吕公绰（999年—1055年11月5日），字仲裕，北宋宰相吕夷简长子，吕公弼、吕公著、吕公孺兄。

## 生平
因荫补出仕为广文诸生、本监主簿、将作监丞、知陈留县。被代回京，赐五品官服，读书于崇文院，迁大理寺丞。天圣年间，因屡次献上文章，为馆阁对读。被召试，直集贤院，辞官，改校理，迁太子中允。吕夷简罢相后，复为直集贤院、同管勾国子监，出知郑州。曾经访求百姓疾苦，父老说：“官府登记百姓财産，评定赋役重轻，以至于我们不敢多养牛，田地久荒芜。”吕公绰奏之，从此牛不入籍。还京，以太常丞、直集贤院同判刑部，景佑二年（1035年）四月，于太常丞任满之际，自言父吕夷简为宰相，而判刑部事多与中书省相关，请求改官职避嫌，于是改权判吏部南曹，累迁判三司理欠司、太常博士、同判太常寺。请求复设太医局，及请设令、丞、府史如天官医师。钧容直（宋禁军番号）用太常旌纛、羽籥为优人戏，吕公绰认为不可，于是罢之。后纠察在京刑狱，虎翼卒刘庆告发有人谋反，下吏案验，得知首谋者为刘庆，众人不从，刘庆反诬众人以邀赏。于是吕公绰说：“京师卫兵百万，不严厉惩处，则众心动摇。”于是斩刘庆示众。
宝元二年（1039年）十一月，时值吕公绰兄弟因丁母忧期间，爆发使院行首冯士元贪赃、私藏禁书案，刑部员外郎、天章阁待制庞籍及吕公绰、时任太常博士吕公弼曾让冯士元为自己雇用女人，吕公绰、吕公弼都被罚铜十斤。言官因此弹劾吕夷简，仁宗下诏抚慰吕夷简。
吕公绰因郊庙祭器不完备，制度多违礼法，请求都重造。按旧例，用时鲜食品祭献时所用各物要在礼官商量决定后才进献，有的因此腐烂。吕公绰采用《月令》诸书，以四时新鲜的物品以及所应当进献的祭品配合成图。又作《郊祀总仪》献上。庆历元年（1041年）十月，又根据《周礼》对祭祀天地、宗庙、日月、五方、百神用酒提出建议，且指出祖宗配祭应当端正位置，当时却是侧向而立，不是用来显示尊敬威严的做法。宋仁宗于是下诏南郊祖宗之配，并以东方西向为定。因兴修《忧文总录》，十二月，特加尚书工部员外郎、三司判官，庆历三年（1043年），除授史馆修撰。
同年十一月，谏官欧阳修上言评价朝廷最近下诏不许权贵子弟入史馆是因为近年滥充史馆的贵族子弟过多，如吕公绰、钱延年等，并建议对已在史馆的贵族子弟再行裁减。
时吕夷简虽辞职，仍领国史，吕公绰援引李宗谔故事辞去修撰之职，仁宗嘉奖，赐金紫，令纠察京城刑狱。吕夷简薨，吕公绰复为兵部员外郎，复为修撰，哭辞，次年在家接受所辞让官职。庆历四年（1044年）正月，因太常礼院上新修太常新礼四十卷、庆历祀仪六十二卷，吕公绰等获赐器币。起初给诸皇后上谥号都系祖宗谥，而宋真宗谥章圣，五皇后谥号却用“庄”字，吕公绰认为这不合礼法，请求将“庄”改为“章”，于同年七月多得施行。
庆历七年（1047年）正月，以同判太常寺管勾修郊庙祭器。又被召试于政事府，升任知制诰，八年（1048年）八月审理户部判官、祠部员外郎、集贤校理杨仪受其妻从妹夫程文昌请托案。又任龙图阁直学士，九月，献上新制天地祖宗位版，仁宗命辅臣同观。
历任集贤殿修撰、知永兴军，改枢密直学士、知秦州。吕公绰通敏有才，其父执政时，多有人找他请托，喜名好进者趋之若鹜。曾漏泄朝廷除拜官职之事以为自己之恩，时人比他为唐朝官员窦申。皇祐三年（1051年）七月被代入京，中丞王举正、知谏院包拯说：“公绰当其父夷简执政时，多所干预，若遽令代还，恐更图进用。”于是诏令他复任。十月，安远砦、古渭州诸羌来献地，吕公绰看着下属说：“天下之大，岂贪图尺寸地以为广？”拒绝了。弓箭手多缺马，吕公绰谕分诸砦户为三等，以十丁为社，到秋收时，募金帛买马，如果马少就按先后配给。祀明堂，迁刑部郎中，召为龙图阁学士、权知开封府。一年多后，请求罢府事，进为翰林侍读学士、知审刑院兼判太常寺。
吕公绰在开封府任内，时任宰相的庞籍的外属道士赵清贶收受贿赂，被处以脊杖，死在流配路上。皇祐五年（1053年）七月，御史以为吕公绰受庞籍指示杖杀赵清贶以灭口，吕公绰被贬为龙图阁学士、知徐州。但杖杀赵清贶时，吕公绰并不在现场。不久，吕公绰也自辩，仁宗没有收回成命，只是视之以札。八月，吕公绰说弟弟都官员外郎、知单州吕公著因先臣致仕恩例请求考试，经历三任期共十年，未曾有所请托。诏吕公著充崇文院检讨。十月，吕公绰、庞籍都复职，吕公绰复为侍读学士，徙知河阳，数月后，至和二年（1055年）五月，当时久不下雨，吕公绰正好经过京城，仁宗看着他问：“何以致雨？”答：“诉讼久不决，就有冤者，所以多旱。”仁宗亲自讯察记录囚犯的罪状，然后就下大雨了。仁宗下诏留吕公绰侍经筵，十月，迁右司郎中，未拜，病重，卒。特赠左谏议大夫、司徒，累阶官居朝散大夫，勋官居护军，爵封开国伯，食八百户，赙物加等。录用其子。有文集二十卷。

## 家庭

### 妻
- 上官氏，兵部员外郎、翰林侍讲学士上官佖之女，封京兆郡君、追封英国夫人，合葬新郑县怀忠鄉神崧里吕夷简坟茔

### 子女
- 长子吕希杰，太常博士
- 次子未命名，早亡
- 三子吕希道，屯田员外郎
- 四子早亡
- 五子吕希俊，太常寺太祝
- 六子吕希亚，秘书省正字
- 长女吕氏，嫁淮南转运使、刑部员外郎、集贤校理李中师
- 次女吕氏，嫁太常博士程嗣恭

### 孙
- 吕嘉问
- 吕之问
- 吕延问，太常寺太祝
- 吕君问
- 吕昭问，守将作监主簿[1]